# SkyWork STBern Giants
El SkyWork STBern Giants es un equipo de baloncesto suizo con sede en la ciudad de Berna, que compite en la LNB, la segunda división del baloncesto suizo. Disputa sus encuentros como local en la Salle Kleefeld.

## Nombres
- TSB Bern Basket (hasta 2003)
- Bernex (2003-2008)
- STBern Giants (2008-)

## Posiciones en Liga
- 1992 (LNA)
- 1996 (1LN)
- 2001 (1-1LN)
- 2002 (12-LNB)
- 2003 (9-LNB)
- 2004 (1-1LN)
- 2005 (8-LNB)
- 2006 (9-LNB)
- 2007 (1LN)
- 2010 (1LN)
- 2011 (8-LNB)
- 2012 (4-LNB)
- 2013 (6-LNB)

### Plantilla 2013-2014
| N.º | Nombre      | Nacionalidad     | Puesto |
| --- | ----------- | ---------------- | ------ |
| --  | Boris MBala | Bandera de Suiza | Pívot  |

## Palmarés
- Semifinales LNB - 2012